# Équipe de Roumanie féminine de handball aux Jeux olympiques d'été de 2016
Cet article relate le parcours de l'Équipe de Roumanie féminine de handball aux Jeux olympiques d'été de 2016, organisé au Brésil. Il s'agit de la 4e participation de la Roumanie aux Jeux olympiques.

## Résultats

### Poule A
Classement
La Roumanie, battue par l'Angola lors de la première journée, termine 5e derrière l'équipe africaine malgré deux victoires.
|   | Équipe     | Pts | J | G | N | P | Bp  | Bc  | Diff | Dép |
| - | ---------- | --- | - | - | - | - | --- | --- | ---- | --- |
| 1 | Brésil     | 8   | 5 | 4 | 0 | 1 | 138 | 117 | 21   | +3  |
| 2 | Norvège    | 8   | 5 | 4 | 0 | 1 | 141 | 121 | 20   | -3  |
| 3 | Espagne    | 6   | 5 | 3 | 0 | 2 | 125 | 116 | 9    | -   |
| 4 | Angola     | 4   | 5 | 2 | 0 | 3 | 116 | 128 | -12  | +4  |
| 5 | Roumanie   | 4   | 5 | 2 | 0 | 3 | 108 | 119 | -11  | -4  |
| 6 | Monténégro | 0   | 5 | 0 | 0 | 5 | 107 | 134 | -27  | -   |

|  | Qualifié pour les quarts de finale                                                                                     |
|  | Éliminé |
|  | Pts points ; J joués ; G victoires ; N nuls ; P défaites BP buts marqués ; BC buts encaissés ; Diff différence de buts |

Remarque : toutes les heures sont locales (UTC−3). En Europe (UTC+2), il faut donc ajouter 5 heures.

#### Journée 1
| 6 août 2016 19 h 50 | Roumanie | 19 - 23  | Angola   | Future Arena, Rio de Janeiro Affluence : 4 465 Arbitrage : Koo, Lee |
| 6 août 2016 19 h 50 | Neagu 8  | (9 - 11) | Guialo 5 | Future Arena, Rio de Janeiro Affluence : 4 465 Arbitrage : Koo, Lee |
| 6 août 2016 19 h 50 | ×2       | Rapport  | ×3 ×5    | Future Arena, Rio de Janeiro Affluence : 4 465 Arbitrage : Koo, Lee |

#### Journée 2
| 8 août 2016 16 h 40 | Brésil      | 26 - 13  | Roumanie | Future Arena, Rio de Janeiro Affluence : 7 858 Arbitrage : Charlotte et Julie Bonaventura |
| 8 août 2016 16 h 40 | Rodrigues 8 | (14 - 9) | Neagu 6  | Future Arena, Rio de Janeiro Affluence : 7 858 Arbitrage : Charlotte et Julie Bonaventura |
| 8 août 2016 16 h 40 | ×2 ×1       | Rapport  | ×2 ×4    | Future Arena, Rio de Janeiro Affluence : 7 858 Arbitrage : Charlotte et Julie Bonaventura |

#### Journée 3
| 10 août 2016 11 h 30 | Roumanie | 25 - 21  | Monténégro  | Future Arena, Rio de Janeiro Affluence : 5 218 Arbitrage : Rashed, El-Sayed |
| 10 août 2016 11 h 30 | Neagu 10 | (11 - 9) | Bulatović 9 | Future Arena, Rio de Janeiro Affluence : 5 218 Arbitrage : Rashed, El-Sayed |
| 10 août 2016 11 h 30 | ×3 ×4    | Rapport  | ×4          | Future Arena, Rio de Janeiro Affluence : 5 218 Arbitrage : Rashed, El-Sayed |

#### Journée 4
| 12 août 2016 14 h 40 | Roumanie | 24 - 21   | Espagne                | Future Arena, Rio de Janeiro Affluence : 7 023 Arbitrage : Charlotte et Julie Bonaventura |
| 12 août 2016 14 h 40 | Neagu 9  | (13 - 11) | Martin, Pena, Cabral 4 | Future Arena, Rio de Janeiro Affluence : 7 023 Arbitrage : Charlotte et Julie Bonaventura |
| 12 août 2016 14 h 40 | ×2       | Rapport   | ×3 ×1                  | Future Arena, Rio de Janeiro Affluence : 7 023 Arbitrage : Charlotte et Julie Bonaventura |

#### Journée 5
| 14 août 2016 16 h 40 | Norvège       | 28 - 27   | Roumanie | Future Arena, Rio de Janeiro Affluence : 8 304 Arbitrage : Alpaidze, Berezkina |
| 14 août 2016 16 h 40 | Kristiansen 7 | (14 - 13) | Neagu 11 | Future Arena, Rio de Janeiro Affluence : 8 304 Arbitrage : Alpaidze, Berezkina |
| 14 août 2016 16 h 40 | ×3 ×6         | Rapport   | ×3 ×6    | Future Arena, Rio de Janeiro Affluence : 8 304 Arbitrage : Alpaidze, Berezkina |